# Satraparchis bijugata
Satraparchis bijugata är en fjärilsart som beskrevs av Walker 1862. Satraparchis bijugata ingår i släktet Satraparchis och familjen mätare. Inga underarter finns listade.